# لیچیاکیوب
لیچیاکیوب (انگلیسی: LICIACube) که کوته‌نوشت جملهٔ (Light Italian CubeSat for Imaging of Asteroids:CubeSat سبک ایتالیایی برای تصویربرداری از سیارک‌ها) است، (LICIACube, IPA: [ˈli.t͡ʃi.əˌkjuːb][آی‌پی‌ای: [ˈli.t͡ʃi. əˌkju:b])]) CubeSat 6 واحدی از آژانس فضایی ایتالیا (ASI) است. لیچیاکیوب بخشی از آزمایش تغییر جهت سیارک دوگانه (دارت) است و برای انجام تجزیه و تحلیل رصدی سیستم دوتایی سیارک دیدیموس پس از برخورد دارت ساخته شده‌است. مستقیماً با زمین ارتباط برقرار می‌کند و تصاویری از پرتاب و ستون برخورد دارت را ارسال می‌کند و همچنین مطالعات سیارکی را در طول پرواز خود از سامانه دیدیموس از فاصله ۵۶٫۷ کیلومتری (۳۵٫۲ مایلی)، ۱۶۵ ثانیه پس از برخورد با دارت انجام می‌دهد. لیچیا کیوب اولین فضاپیمای خودمختار صرفاً ایتالیایی در اعماق فضا است. آرشیو و پردازش داده‌ها توسط مرکز داده علوم فضایی (SSDC) ASI مدیریت می‌شود.